# Застава Новорусије
Застава Новорусије је усвојена 13. августа 2014. године. Представио ју је председник Скупштине СНР (шеф државе) Олег Царев. Личи на заставу Романова, заставу коју је користила Руска Империја од 1858. до 1883.